# Valgkamp
En valgkamp er en organiseret kampagne, hvor kandidater stræber efter at opnå indflydelse på en beslutningsproces. I demokratiske lande vil begrebet valgkamp normalt benyttes om valg af politiske kandidater, men der kan også være tale om valgkampe ved valg til f.eks. interesseorganisationer.
Ved parlamentsvalg vil kandidaterne normalt være organiseret i og opstillet som repræsentanter for politiske partier. Allerede i antikken afholdtes valgkampe forud for politiske valg; en beskrivelse af valgkampens betingelser i Rom i 63 f.v.t. findes i et brev fra Quintus Tullius Cicero til broderen Marcus Tullius Cicero, der opstillede til embedet som consul.
I nyere tid er valgkampe typisk foregået ved møder i forsamlingshuse og debatter i de trykte medier; de seneste ca. 50 år har tv og andre billedmedier været i hovedrollen under valgkampe, bl.a. med debatter mellem markante kandidater. Internettet har siden omkring årtusindeskiftet været et eksponeret medie for valgkampe.